# Алмере
Алмере (хол. Almere) је предграђе Амстердама и највећи град холандске провинције Флеволанд. Крајем 2009. имао је 188.209 становника. 
Име Алмере потиче од имена некадашњег слатководног језера које се у Средњем веку налазило на овом подручју. Изграда Алмереа почела је 1975. на јужном делу полдера Флеволанд, око 25 km источно од Амстердама.

## Становништво
Према процени, у граду је 2008. живело 142.765 становника.
| 1980. | 1990.  | 2000.   | 2008.   |
| ----- | ------ | ------- | ------- |
| 6.632 | 71.086 | 142.765 | 183.299 |

## Партнерски градови
- Кумаси
- Олборг
- Чешке Будјејовице
- Хапсалу
- Милтон Кинс
- Дмитров
- Ланкастер
- Векше
- Рендсбург
- Тајнан